# Chasma Boreale
Chasma Boreale ist ein 560 Kilometer langer Canyon in der nördlichen Polkappe des Planeten Mars. Es liegt im Planum Boreum auf 83° nördlicher Breite 47,1° westlicher Länge (bzw. auf 312,9° Länge).

## Etymologie
Chasma Boreale leitet sich ab vom lateinischen Substantiv chasma (Schlucht, tiefe Spalte, Abgrund) und dem Adjektiv borealis (nördlich, winterlich), somit Schlucht des Nordens. Chasma wiederum, altgriechisch χάσμα, stammt vom Verb χάσκειν bzw. χαίνειν (chainein – sich weit öffnen, gähnen) ab und borealis seinerseits vom griechischen Gott des Nordwinds Βορέας – Boreas.

## Beschreibung

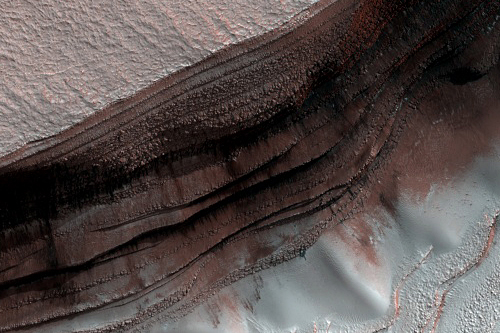
Chasma Boreale, aufgenommen von HiRISE. An der Seitenwand des Canyons sind die Nordpol-Schichtablagerungen wunderschön aufgeschlossen.

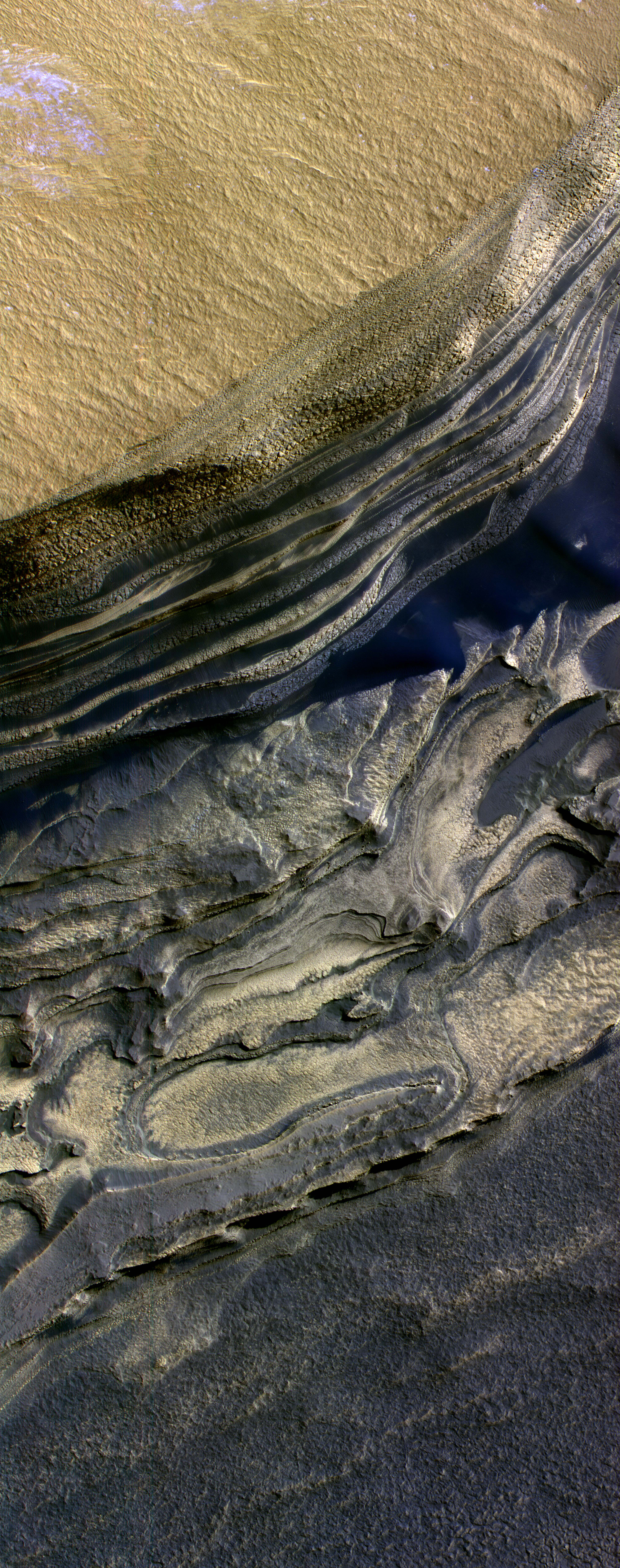
Canyonrand von Chasma Boreale, aufgenommen von Mars Reconnaissance Orbiter. Deutlich erkennbar zuoberst helle Schichtablagerungen und darunter die dunklen Lagen der Basaleinheit BU, die ihrerseits aus einer Wechsellagerung von Eis- und Sandlagen aufgebaut sind.

Das rund 100 Kilometer breite, und 1400 Meter tiefe Chasma Boreale hat sich 460 Kilometer tief in die nördliche Eiskappe eingeschnitten. Seine Mündung ist 120 Kilometer breit und verjüngt sich im weiteren Verlauf. Dadurch wurden an den Seitenwänden die aus dem späten Amazonium stammenden Schichtablagerungen (areologische Einheit Apu) freigelegt. Die Schichtablagerungen sind eine Wechselfolge aus Wassereis und staubreichen Lagen, welche auf wiederkehrende Staubstürme zurückzuführen sind. Die Staublagen sind meist dunkel bis schwarz gefärbt, können aber auch markante, rote Farbtöne aufweisen. Für die Rekonstruktion des Paläoklimas auf dem Mars dürften diese Wechsellagen aus Eis und Staub wertvolle Hinweise liefern.
Auf dem Talboden sind als besondere Sedimentstrukturen vom Wind geformte Dünen, stromlinienförmige Objekte und Kanäle zu erkennen. Sehr auffällig sind zwei kraterförmige Depressionen am proximalen Ende des Chasmas (bei 84° N und 0° Länge), die durch ein lokales Vorrücken der Eiskappe voneinander getrennt werden. Die Krater haben die Hesperische Schichtformation Hpu freigelegt, die offensichtlich den bis zum Talausgang leicht abschüssigen Talboden unterliegt. Das distale Ende des Talbodens (bei 79° N und 55° Länge) bildet einen Lobus, dessen Rand sich 300 Meter über die vorlagernde, Polygone bildende Vastitas-Boreale-Formation des nördlichen Tieflands erhebt. Der Lobus dringt 100 bis 150 Kilometer ins Vorland vor. Ihm vorgelagert sind mehrere Kegelstrukturen, die von Garvin als Vulkane angesprochen wurden, sowie einige Sicheldünenfelder der Einheit lApd.

## Entstehung
Fishbaugh und Head (2001b) deuten Chasma Boreale als Gletscherlaufstruktur, die dann in ihrem Spätstadium von den katabatischen Fallwinden der Eiskappe und Sublimationsprozessen morphologisch überprägt wurde. Zur Verflüssigung der Eissohle führende Schmelzprozesse waren bereits von Clifford (1987) in Erwägung gezogen worden. Spekulativ bleibt die Ursache des Schmelzvorgangs, in Betracht kommen Vulkanismus, Meteoritenbombardement, gravitatives, durch die Überlast des Eises bedingtes Aufschmelzen oder eine mögliche Kombination dieser Faktoren. Der Schmelzwasserdurchbruch muss jedenfalls gigantisch gewesen sein. Mit Erreichen des vorlagernden Tieflandes verlangsamte sich der Wassereisstrom und breitete sich fächerförmig aus. Der Fluss kam schließlich aufgestaut in einem riesigen See im Vorland zum Stehen und setzte eine mehrere Meter dicke Sedimentlage ab. Mehrere kleinere Chasmata in der Nachbarschaft werden als vergleichbar in ihrer Entstehung angesehen. Katabatische Prozesse haben sicherlich ihre Bedeutung, jedoch wohl mehr bei der letztlichen Ausformung der Spiralfurchen auf der Eiskappe selbst und bei der Gestaltung der Dünenfelder im Chasma und im Vorland.
Dem widersprechen jedoch Warner und Farmer (2008a), die einen vorwiegend äolischen Entstehungsmechanismus befürworten. Auch Tanaka u. a. (2008) sehen keinerlei Indiz für Schmelzwasserausbrüche und setzen ihrerseits auf Ablation im Verbund mit Winderosion und gravitativen Massenbewegungen.

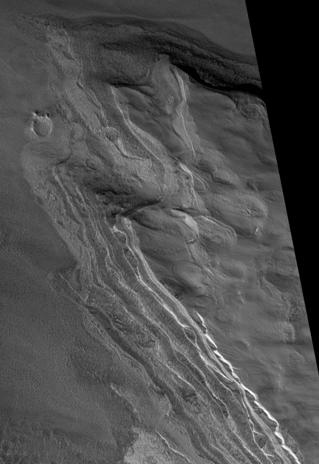
Stromlinienförmige Objekte auf dem Talboden von Chasma Boreale, HiRISE-Aufnahme
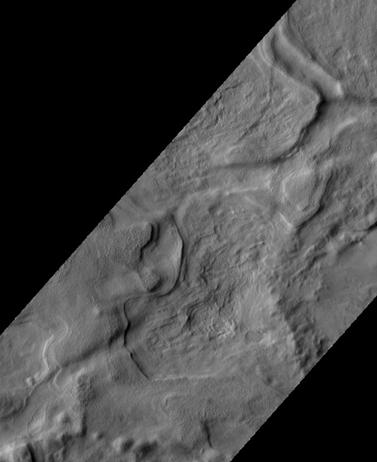
Kanäle in Chasma Boreale, HiRISE-Aufnahme
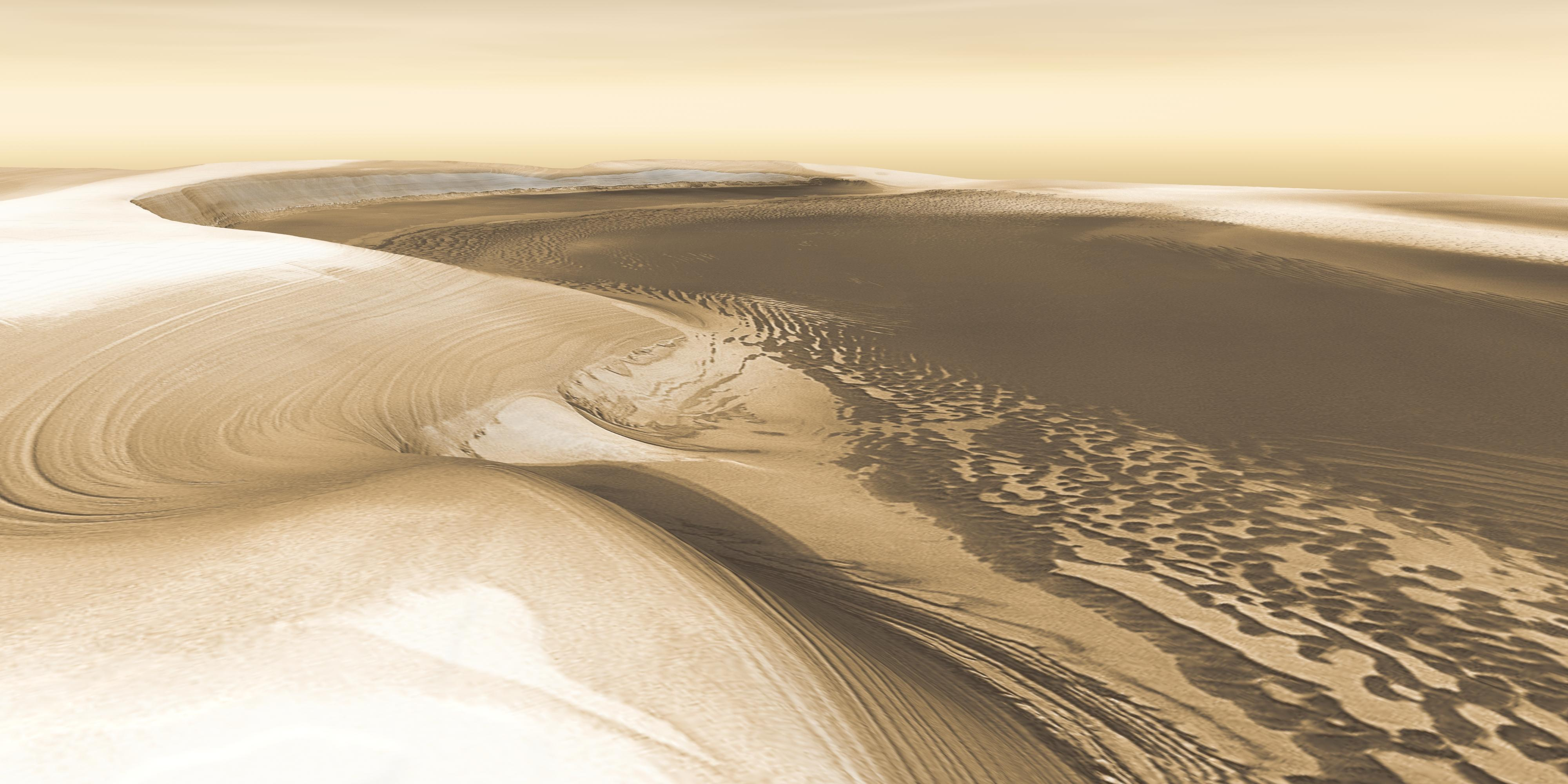
Computersimulation von Chasma Boreale, basierend auf dem THEMIS-Instrument von Mars Odyssey